# Homocodon brevipes
Homocodon brevipes är en klockväxtart som först beskrevs av William Botting Hemsley, och fick sitt nu gällande namn av Hong De-Yuan. Homocodon brevipes ingår i släktet Homocodon och familjen klockväxter. Inga underarter finns listade i Catalogue of Life.